# 蒼い春
「蒼い春」（あおいはる）は、angelaの16枚目のシングル。 2010年7月28日にスターチャイルドから発売された。

## 概要
前作「オルタナティヴ」から約8ヶ月ぶりのリリースであり、2010年1作目のシングル。
表題曲「蒼い春」は、テレビアニメ『生徒会役員共』のエンディングテーマ、カップリング曲の「ツナガル→ム」は、文化放送で放送中のラジオ「a-GENERATION」のオープニングテーマに起用された。
「蒼い春」のPVはangela本人・ダンサーの他にファン200人前後をエキストラとして募集し、千葉県船橋市立金杉台中学校の校舎を使用して撮影を行った。なお作詞は第1話を視聴した後行われた。歌詞はatsukoの高校時代に、最近の高校生の体験を加えた内容となっている。

## 批評
CDジャーナルは、「疾走感溢れるメロディにボーカルラインが合わさったアップテンポの曲。」と批評した。

## 収録曲
（全作詞：atsuko、作曲：atsuko・KATSU、編曲：KATSU ） 
1. 蒼い春 [4:06] 
  - テレビアニメ『生徒会役員共』エンディングテーマ
2. ツナガル→ム [5:35] 
  - 文化放送『a-GENERATION』オープニングテーマ
3. 蒼い春（off vocal version）
4. ツナガル→ム（off vocal version）

## 収録アルバム
| 曲名   | 収録アルバム  | 発売日        | 備考                  |
| ------ | ------------- | ------------- | --------------------- |
| 蒼い春 | 『mirror☆ge』 | 2011年6月22日 | 5thオリジナルアルバム |